# Herzog, Fox & Ne'eman
Herzog, Fox & Ne'eman (hebrejsky: הרצוג, פוקס, נאמן ושות') je největší izraelská právnická firma. Byla založena 4. července 1972 třemi právníky: Chajimem Herzogem, pozdějším izraelským ministrem a prezidentem, Michaelem Foxem a Ja'akovem Ne'emanem, pozdějším ministrem financí a spravedlnosti. K roku 2021 zaměstnávala 400 právníků, z nichž 150 jsou partneři. Společnost se specializuje na občanské právo, korporátní právo, daňové a bankovní právo a duševní vlastnictví. Sídlem společnosti je Herzog Tower v Tel Avivu.